# Pastel de nata
Pastel de nata (flertal: pastéis de nata), er en portugisisk æggetærte-wienerbrød, der oprindeligt stammer fra Portugal, men som også findes i Brasilien og andre lande, hvor der er en stor andel af portugisiske immigranter.

## Historie
Pastéis de nata blev skabt før 1700-tallet af katolske munke på Eremitklostret i freguesia Santa Maria de Belém i Lissabon. Munkene stammede oprindeligt fra Frankrig, hvor denne type kager blev bagt af lokale bagere. På dette tidspunkt brugt man store mængder æggehvide til at stive tøj. Æggeblommerne var tilbage, og disse brugt munkene til at lave søde kager.
Efter den religiøse orden uddøde, begyndte munkene at sælge pasteis de nata efter revolutionen i 1820 ved et nærliggende sukkerraffinaderi. I 1834 blev klostret lukket og opskriften blev solgt til sukkerraffinaderiet, hvis ejere åbnede Fábrica de Pastéis de Belém i 1837. Det er fortsat efterkommere af de oprindelige ejere, der driver virksomheden i dag.
Pastéis de Belém blev i 2009 nævnt af The Guardian som den 15. mest lækre delikatesse i verden.